# جوان موراي
جوان موراي (بالإنجليزية: Joan Murray)‏ هي صحفية أمريكية، ولدت في 6 نوفمبر 1937.